# Melissoptila larocai
Melissoptila larocai är en biart som beskrevs av Urban 1998. Melissoptila larocai ingår i släktet Melissoptila och familjen långtungebin. Inga underarter finns listade i Catalogue of Life.